# Bacorá
A Erythrolamprus aesculapii conhecida vulgarmente como falsa-coral é uma serpente encontrada na América do Sul. É uma das muitas parecidas com a coral verdadeira na coloração. É chamada de "falsa coral" pelo fato de não conter um veneno considerado perigoso para os humanos, seu veneno é utilizado com a finalidade de paralisar sua presa e por esse motivo não estão envolvidas em acidentes ofídicos graves. 

## Distribuição e Habitat
É uma espécie muito comum no Brasil, sendo encontrada em diversas regiões. Esta espécie também é encontrada em outros países da América do Sul, como na Colômbia,Venezuela, Guiana, Suriname, Guiana Francesa, Brasil, Equador Oriental, Bolívia, Peru, Paraguai e norte da Argentina. Habita as zonas orientais tropicais e subtropicais, em uma faixa altitudinal que começa aproximadamente do nível do mar a 2300 m de altitude. É encontrada principalmente na floresta, embora possa ser encontrada em áreas urbanas.

## Comportamento
Apresenta atividade diurna e terrícola. Os indivíduos adultos alimentam-se de outras cobras, enquanto que os juvenis alimentam-se de pequenos vertebrados (enguias anguiliformes, peixes, tais como os do gênero Synbranchus e alguns tipos de lagartos ). Apresenta dentição opistóglifa. Como forma de defesa pode achatar o corpo dorso-ventralmente e também enrolar a cauda (comportamento que também é utilizado por corais-verdadeiras). Ao contrário das cobras corais verdadeiras, as falsas corais ao sentirem-se em perigo preferem fugir. Pode ser facilmente distinguida das corais-verdadeiras (que apresentam tríades ou mônades) por apresentar sequências de díades (dois anéis pretos ao longo do corpo), entretanto, as populações na Mata Atlântica e no litoral apresentam indivíduos que os anéis pretos se fecham formando mônades o que as tornam muito parecidas com a coral verdadeira a Micrurus corallinus.

## Diferenças entre "Falsa Coral" e "Coral Verdadeira"
No passado acreditava-se que uma forma simples de diferenciar a cobra coral verdadeira da falsa seria observando a sequência de anéis que cada uma delas apresentava no corpo. Em muitos relatos alguns especialistas afirmavam que as cores vermelhas nas cobras corais peçonhentas não se juntavam às pretas. Essas duas cores seriam separadas por uma terceira, que seria a cor branca ou amarela. Hoje sabe-se que esta tática não é 100% segura, pois muitas espécies de corais verdadeiras possuem colorações semelhantes à coloração das corais falsas. 
Porém existem as corais que possuem a sequência de anéis ligando as cores preta e vermelha e são peçonhentas. As falsas cobras corais possuem dentição áglifa, assim como outras cobras não peçonhentas. Não possuem dentes inoculadores de veneno. Por isto não oferecem perigo de envenenamento. Existem também as falsas corais que possuem dentição opistóglifa que possuem peconha, porém em uma quantidade que não oferece perigo de vida ao ser humano. 